# Ровале (Козенца)
Ровале је насеље у Италији у округу Козенца, региону Калабрија.
Према процени из 2011. у насељу је живело 79 становника. Насеље се налази на надморској висини од 1356 м.